# Peso (Covilhã)
Peso é uma povoação portuguesa do Município da Covilhã que foi sede da extinta Freguesia de Peso, freguesia que tinha 10,77 km² de área e 737 habitantes (2011), e, por isso, uma densidade populacional de 68,4 hab/km².
A Freguesia de Peso foi extinta em 2013, no âmbito de uma reforma administrativa nacional, tendo sido agregada à Freguesia de Vales do Rio, para formar uma nova freguesia denominada União das Freguesias de Peso e Vales do Rio da qual é a sede.

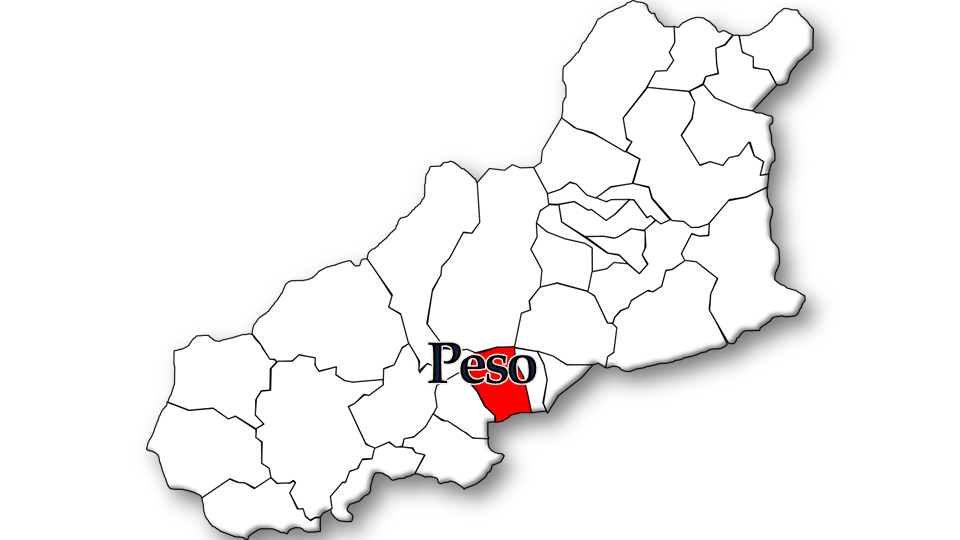
Localização no Município de Covilhã

## População
| População da freguesia de Peso | População da freguesia de Peso | População da freguesia de Peso | População da freguesia de Peso | População da freguesia de Peso | População da freguesia de Peso | População da freguesia de Peso | População da freguesia de Peso | População da freguesia de Peso | População da freguesia de Peso | População da freguesia de Peso | População da freguesia de Peso | População da freguesia de Peso | População da freguesia de Peso | População da freguesia de Peso |
| ------------------------------ | ------------------------------ | ------------------------------ | ------------------------------ | ------------------------------ | ------------------------------ | ------------------------------ | ------------------------------ | ------------------------------ | ------------------------------ | ------------------------------ | ------------------------------ | ------------------------------ | ------------------------------ | ------------------------------ |
| 1864                           | 1878                           | 1890                           | 1900                           | 1911                           | 1920                           | 1930                           | 1940                           | 1950                           | 1960                           | 1970                           | 1981                           | 1991                           | 2001                           | 2011                           |
| 1 290                          | 1 077                          | 1 294                          | 1 240                          | 1 434                          | 1 509                          | 1 741                          | 1 955                          | 2 205                          | 2 094                          | 1 401                          | 735                            | 753                            | 780                            | 737                            |

Com lugares desta freguesia foi criada pelo Decreto-Lei nº 537/76, de 09 de Julho, a freguesia de Vales do Rio (Fonte: INE)

## Património
- Capela do Divino Espírito Santo
- Santuário a Nossa Senhora de La Sallette
- Fontes do Chafarizito e do ribeiro da Canada

## Pessoas ilustres
Esta localidade tem espalhado os seus filhos pelos quatro cantos do mundo e dos falecidos, mais conhecidos, destacamos: 
- António Alves Morais e António Pires dos Santos grandes dramaturgos conhecidos em toda a região da Cova da Beira, e que na primeira metade do século XX por aqui representaram peças de grande qualidade; 
- José Antunes Franco foi um poeta do Peso, filho de um barbeiro, neto de um almocreve, nascido no Peso em 7 de Agosto de 1903, faleceu em Santa Maria, Covilhã, a 9 de Julho de 1931 com a tenra idade de 27 anos e a menos de um mês de fazer 28 anos. 
-António Gil Morão, chefe de redacção do Jornal do Fundão e lutador contra o regime fascista.